# Louisiana Story
Louisiana Story és una pel·lícula estatunidenca dirigida per Robert J. Flaherty, estrenada el 1948. Ha estat doblada al català

## Argument
Un jove cajun circula en piragua en un bayou de Louisiana, per descobrir la flora i la fauna d'aquesta part salvatge de la Nova Orleans. Sonen unes explosions, un poderós tractor aquàtic s'obre camí a través de les altes herbes: són prospectors que han vingut a instal·lar un pou de petroli. El pare del noi els signa un contracte autoritzant la perforació, Mentre el nen, desconfiat, segueix el seu passeig rural amb Jojo, el seu ratolí. La curiositat el du a mirar la instal·lació del tren de sondatge i el treball dels qui fan el forat, que acaben guanyant-se la seva amistat. Un dia, el ratolí fuig. Inquiet per la presència de caimans als paratges, el noi els prepara una trampa: un sauri és capturat però aconsegueix alliberar-se després d'una lluita acarnissada. El tornaran a agafar i el pare, molt orgullós, anirà a ensenyar la pell als obrers del tren de sondatge.

## Repartiment
- Joseph Boudreaux: El noi
- Lionel El Blanc: el seu pare
- E. Bienvenu: La seva mate
- Frank Hardy: El taladrador

## Al voltant de la pel·lícula
Es tracta d'un encàrrec de la Standard Oil Company de Nova Jersey (com Nanuk l'esquimal) destinada a mostrar els problemes de la recerca petroliera en un medi difícil.

## Premis i nominacions

### Premis
- 1948: Premi Internacional al Festival Internacional de Cinema de Venècia per Robert J. Flaherty
- 1949: BAFTA al millor documental

### Nominacions
- 1948: Lleó d'Or al Festival Internacional de Cinema de Venècia per Robert J. Flaherty
- 1949: Oscar al millor guió original per Frances H. Flaherty i Robert J. Flaherty[3]